# جمال أقشر
جمال قشر (مواليد 14 أكتوبر 1982 في بريدا) هو لاعب كرة قدم هولندي من أصل مغربي معتزل.

## مسيرته الرياضية
بدأ حياته المهنية في أياكس أمستردام حيث لعب أول مرة ضد نادي غرونينغن في 1 سبتمبر 2002 في حين لا يزال يعمل كسائق سيارة أجرة. في يوليو 2004 غادر أياكس وانتقل إلى نادي كامبور وبعد 3 سنوات ذهب إلى ليوواردن، أمضى ليلة في السجن بتهمة الاختلاس وأفرج عنه من قبل النادي. ووقع في يناير / كانون الثاني 2008 عقدا لمدة ثلاث سنوات في نادي المغرب التطواني، لكنه عاد إلى هولندا بعد فشل النادي في دفع أجوره.

## روابط خارجية
- جمال أقشر على موقع قاعدة بيانات كرة القدم.إي يو (الإنجليزية)